# Referendumul constituțional din România, 2018
Un referendum de modificare a Constituției României a avut loc pe 6 și 7 octombrie 2018. Demersul a avut la bază o inițiativă cetățenească demarată de Coaliția pentru Familie la sfârșitul anului 2015. Inițiativa a strâns numărul de semnături necesare pentru a iniția un proiect de lege constituțională și a fost sprijinită activ de Biserica Ortodoxă și de Biserica Romano-Catolică. Inițiativa a vizat înlocuirea sintagmei „între soți” din art. 48, alin. (1) al Constituției cu una mai restrictivă, „între un bărbat și o femeie”. Potrivit expunerii de motive din proiectul de lege, acesta „își propune să înlăture orice echivoc pe care utilizarea termenului de «soți» (...) ar putea să-l aducă în conturarea noțiunii de «familie», a raportului dintre «familie» și dreptul fundamental al bărbatului și al femeii de a se căsători și a întemeia o familie”. Căsătoria este deja reglementată în articolul 277 din Codul civil, care interzice alte forme de conviețuire echivalente cu aceasta (căsătoriile și parteneriatele civile între persoane de același sex). Referendumul urmărea interzicerea constituțională a căsătoriilor între persoanele de același sex, deoarece Codul Civil poate fi schimbat fără consultarea populației. Organizațiile care apără drepturile omului au văzut în această inițiativă o restrângere flagrantă a drepturilor minorității LGBT. Curtea Constituțională, totuși, a avizat propunerea de modificare pe 20 iulie 2016, reținând că ea nu aduce nicio ingerință vreunui drept individual. Propunerea de revizuire a fost avizată pozitiv și de Camera Deputaților pe 27 martie 2017, însă organizarea referendumului a fost amânată după ce, în septembrie 2017, 38 de senatori PNL și USR au atacat noua formă a Legii referendumului la CCR. CCR a respins ulterior sesizarea. Pe 11 septembrie 2018, Senatul, în calitate de for decizional, a adoptat propunerea de revizuire a Constituției cu 107 voturi „pentru”, 13 voturi „împotrivă” și șapte abțineri. Întrebarea adresată alegătorilor a fost „Sunteți de acord cu Legea de revizuire a Constituției României în forma adoptată de Parlament?”, întrebare la care aceștia au trebuit să răspundă cu „da” sau „nu”. Înainte de alegerile din decembrie 2016, CpF a încheiat un acord de colaborare cu PSD, ALDE și PNL prin care cele trei partide promiteau să susțină revizuirea art. 48 (1) din Constituția României, în care e definită noțiunea de „familie”.
Referendumul a eșuat, întrucât nu a fost atins pragul de validare. Conform Biroului Electoral Central, 21,1% dintre românii cu drept de vot s-au prezentat la urne în cele două zile dedicate consultării. Referendumul din 6 și 7 octombrie a înregistrat, astfel, cea mai slabă prezență la vot din 1990 și până în prezent. Modificarea Constituției a fost susținută de 91,56% dintre cei prezenți la urne. Aceasta este prima inițiativă cetățenească demarată în România de la căderea comunismului în 1989.
Referendumul s-a desfășurat în paralel cu o altă consultare populară în județul Olt, unde locuitorii au fost chemați la urne pentru a decide dacă sunt de acord cu schimbarea numelui județului în Olt-Romanați; aceasta a fost de asemenea invalidată din lipsă de cvorum.

## Context
Căsătorie
     Uniune civilă
     Recunoaștere internă limitată (coabitare)
     Recunoaștere externă limitată (drepturi de rezidență)
     Nerecunoscute
     Constituția limitează căsătoria la cupluri formate din persoane de sex opus.
România este una dintre țările europene care nu acordă niciun fel de recunoaștere legală cuplurilor de același sex. În comparație, 13 state europene oficiază căsătorii între persoane de același sex. Alte țări aflate în estul Europei, cum ar fi Bulgaria, Letonia, Republica Moldova, Muntenegru, Polonia, Serbia, Ucraina, Croația, Macedonia, Slovacia și Ungaria, au limitat prin Constituție căsătoriile la persoane de sexe opuse. Pe glob, căsătoriile între persoane de același sex sunt permise în 25 de țări, iar în Mexic doar în unele state.
Ulterior demarării inițiativei, Curtea Europeană a Drepturilor Omului a stabilit în cazul Chapin et Charpentier c. France că dreptul cuplurilor de același sex de a se căsători nu e un drept în sensul Cartei Drepturilor Fundamentale a Uniunii Europene și nu e obligatoriu sa fie implementat în legislația statelor membre. Totuși, într-un caz anterior, Oliari and others v. Italy, Curtea stabilise că țările membre sunt obligate să ofere acestor cupluri o formă de protecție legală.
În anul 2009, Guvernul a promulgat Codul civil care, la articolul 259, alineatul (1), definea căsătoria ca „uniunea liber consimțită dintre un bărbat și o femeie”, Constituția României, la articolul 48, folosind doar termenul de „soți”, fără să restrângă explicit sexul sau numărul soților, lăsând acest lucru la latitudinea legiuitorului. Căsătoriile între persoane de același sex sunt ilegale în România, însă această formulare ar putea însemna legalizarea unor astfel de căsătorii în viitor, fără a fi necesar un amendament constituțional. Deși propuneri pentru legalizarea căsătoriei între persoanele de același sex nu au fost aduse niciodată în Parlament, inițiative de reglementare a uniunilor civile au existat în 2008, 2010, 2013, 2015 și 2016, toate fiind respinse sau retrase de inițiatori, cu excepția ultimei care se află încă în discuție la Parlament. 
În toamna anului 2015, Coaliția pentru Familie a decis demararea procedurilor de revizuire a Constituției României pentru modificarea articolului 48, alineat 1, „Familia”. Coaliția pentru Familie (site oficial) este o inițiativă civică fără personalitate juridică, independentă de orice partid politic și neafiliată confesional. Din Coaliția pentru Familie fac parte 41 de asociații și ONG-uri, precum Asociația „Părinți pentru Ora de Religie”, Asociația „Alianța Familiilor din România”, Asociația Familiilor Catolice din România „Vladimir Ghika”, Asociația PRO VITA – filiala București, Asociația „Familia Tradițională” etc.
Proiectul de lege propus revizuiește articolul 48, alineatul (1) din Constituția României astfel:
Familia se întemeiază pe căsătoria liber consimțită între soți între un bărbat și o femeie, pe egalitatea acestora și pe dreptul și îndatorirea părinților de a asigura creșterea, educația și instruirea copiilor. 
În forma actuală, articolul 48 definește familia drept „căsătoria liber consimțită între soți”, așa cum apare în caseta de mai sus, fără a preciza sexul sau numărul acestora. Proiectul de lege, expunerea de motive și avizul Consiliului Legislativ au fost publicate în Monitorul Oficial pe 25 noiembrie 2015. Potrivit președintelui CpF, Mihai Gheorghiu, motivul pentru care asociația și-a dorit să modifice definiția căsătoriei în Constituție este că există o diferență între legea fundamentală și Codul civil, vrând „să pună la adăpost definiția căsătoriei de fluiditatea opiniilor juridice”.
Propunerea legislativă de revizuire a Constituției a fost depusă la Senat pe 23 mai 2016. Inițiativa a fost însoțită de o scrisoare de 30 de metri, semnată pe treptele Senatului de mai mulți voluntari ai Coaliției pentru Familie.
Pe 20 iulie 2016, Curtea Constituțională a constatat îndeplinirea condițiilor pentru introducerea inițiativei în dezbaterile parlamentare, în sensul în care aceasta respectă limitele revizuirii, însă judecătorii nu s-au pronunțat pe fondul problemei – definirea căsătoriei ca uniune între femeie și bărbat – nici asupra oportunității. Decizia a fost luată în unanimitate și, drept consecință, inițiativa a putut intra în dezbaterea Parlamentului, unde este nevoie de o majoritate calificată pentru a fi adoptată. Președintele CCR, Valer Dorneanu, a precizat atunci că avizul oferit de Curte a fost dat strict în privința îndeplinirii condițiilor de depunere a unei inițiative de revizuire, adică a numărului suficient de semnături, în condițiile legii, precum și în privința respectării limitelor revizuirii cu privire la drepturile fundamentale ale cetățenilor, care nu pot fi suprimate. În cadrul procedurii decizionale, Curtea Constituțională primește memorii din partea unor terțe părți interesate de speța în discuție, acestea fiind denumite amicus curiae sau intervenient. În ceea ce privește decizia privind inițiativa de revizuire a Constituției declanșată de Coaliția pentru Familie, CCR a admis memoriile a mai multor ONG-uri, ca și amicus curiae, atât pro cât și contra inițiativei în cauză. Organizațiile care s-au adresat CCR recomandând respingerea proiectului cetățenesc al Coaliției pentru Familie sunt: Centrul de Resurse Juridice, Societatea Academică din România, Institutul pentru Politici Publice, Fundația pentru Dezvoltarea Societății Civile, Centrul Parteneriat pentru Egalitate, Fundația Agenția de Dezvoltare Comunitară „Împreună”, Centrul pentru Inovare Publică, Asociația ActiveWatch, Centrul Euroregional pentru Inițiative Publice, Centrul FILIA, Asociația Funky Citizens, Asociația Română Anti-SIDA, Centrul de Resurse pentru Participare Publică, Fundația PACT, Centrul de Studii Juridice și Drepturile Omului, Asociația E-Romnja, Fundația Romanian Angel Appeal, Asociația FRONT, Asociația Expert Forum, Centrul European pentru Drepturile Copiilor cu Dizabilități, Asociația Umanistă Română, Asociația Secular-Umanistă din România, Romani CRISS, dar și Asociația ACCEPT.
Reprezentanții Asociației Neamunit și Coaliția pentru Familie au solicitat în luna septembrie Parlamentului să urgenteze procedurile parlamentare pentru revizuirea Constituției, iar referendumul să fie organizat simultan cu alegerile parlamentare din 11 decembrie.
Comisia juridică și cea pentru constituționalitate, libertăți civile și monitorizare a executării hotărârilor CEDO din Senat au întocmit, pe 1 noiembrie, în unanimitate, un raport comun favorabil inițiativei cetățenești privind revizuirea Constituției. La recomandarea Consiliului Legislativ, inițiativa a fost completată, prin amendament, cu un nou articol potrivit căruia „revizuirea Constituției se supune aprobării prin referendum, organizat potrivit dispozițiilor art. 151, alin. 3 din Constituția României, republicată”. Consiliul Legislativ motivează recomandarea înaintată celor două comisii prin faptul că, pentru asigurarea unei reglementări complete, proiectul trebuie să cuprindă, printr-un articol distinct, și norma privind supunerea spre aprobare prin referendum a revizuirii Constituției.
Pe 27 martie 2017, Camera Deputaților a adoptat pe articole proiectul de modificare a definiției întemeierii familiei prin căsătorie din Constituție. PSD, PMP și ALDE și-au anunțat susținerea pentru această inițiativă. Deputații au decis, de Ziua Europei (9 mai), să definească familia tradițională ca fiind cea care „se întemeiază pe căsătoria liber consimțită între un bărbat și o femeie”, 232 dintre aceștia votând în favoare. Au fost însă și 22 de deputați care s-au opus, care provin de la toate partidele parlamentare, mai puțin PMP.
| Partid      | Partid          | Voturi pentru | Voturi împotrivă | Abțineri | Nu au votat |
| ----------- | --------------- | ------------- | ---------------- | -------- | ----------- |
|             | PSD (136)       | 135           | 1                | –        | –           |
|             | PNL (50)        | 42            | 2                | 5        | 1           |
|             | USR (26)        | 6             | 15               | 3        | 2           |
|             | UDMR (16)       | 12            | 2                | 2        | –           |
|             | ALDE (14)       | 12            | 2                | –        | –           |
|             | PMP (14)        | 13            | –                | 1        | –           |
|             | Minorități (14) | 12            | –                | 2        | –           |
| Total (270) | Total (270)     | 232           | 22               | 13       | 3           |

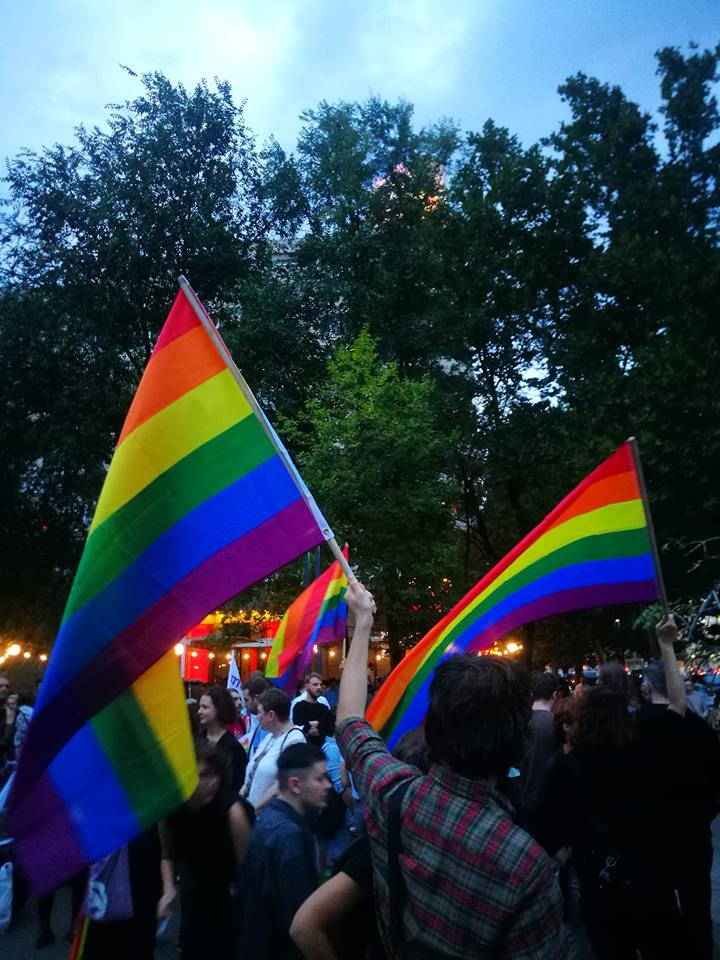
Protest după votul Senatului din 11 septembrie 2018 în Piața Universității din București

Senatul a adoptat pe 11 septembrie 2018, în calitate de for decizional, inițiativa cetățenească de revizuire a Constituției. Din totalul de 136 de senatori au fost prezenți în plen 127. Propunerea de revizuire a fost adoptată cu 107 voturi „pentru”, 13 „împotrivă” și șapte abțineri. Toate voturile „împotrivă” au venit de la senatorii USR, iar câțiva senatori PNL s-au abținut. După decizia Senatului de a susține inițiativa Coaliției pentru Familie, aproximativ 300 de oameni au protestat în Piața Universității din București, în timp ce Coaliția pentru Familie a mulțumit „tuturor senatorilor care au votat pentru ca poporul român să-și poată exprima opinia”.
Pe 17 septembrie, judecătorii CCR au decis cu șapte voturi „pentru” și două „împotrivă” că legea pentru revizuire în sensul definirii familiei drept căsătoria între un bărbat și o femeie, adoptată de forul superior al Parlamentului, respectă dispozițiile constituționale. În consecință, pe 18 septembrie, Guvernul Dăncilă a aprobat o ordonanță de urgență pentru organizarea referendumului pe două zile, respectiv 6 și 7 octombrie 2018. Dăncilă a subliniat că referendumul nu este organizat „împotriva minorităților sexuale”, ci este doar efectul unui demers cetățenesc. Costurile de organizare ale referendumului se ridică la 163,712 milioane de lei.

### Strângerea de semnături
În luna octombrie 2015 a fost înființat Comitetul de inițiativă și a fost elaborat proiectul de lege. În aceeași lună, documentele au fost semnate la notar și a fost depus la Senat proiectul de lege privind revizuirea Constituției României însoțit de expunerea de motive. Conform legii, colectarea în termen de șase luni a minim 500.000 de semnături valide de la cetățeni cu drept de vot din minim jumătate din județele țării, cel puțin 20.000 de semnături de fiecare județ, a fost finalizată la 24 aprilie 2016. 80.000 de voluntari ortodocși, catolici și neoprotestanți au strâns trei milioane de semnături pentru modificarea Constituției, din care 2,6 milioane au fost validate de CCR. În mai 2016, semnăturile au fost depuse la Parlament în sprijinul proiectului legislativ.
Asociația ACCEPT a semnalat o situație în care un elev din Bacău a raportat că profesori sau alte cadre școlare au îndrumat elevii să semneze petiția. Liderii inițiativei au negat acuzațiile și au declarat că voluntarii strâng semnături de oriunde se poate, dar cu respectarea legii. Tot aceștia au precizat că este inutil să se strângă semnături de la elevi întrucât semnăturile minorilor nu sunt valide. Ministerul Educației a luat legătura cu inspectoratele școlare județene și a avertizat că articolul 7 din Legea educației interzice manifestările politice și prozelitismul religios în școli. În baza Legii nr. 544/2001, publicația Newsweek a cerut tuturor primăriilor din reședințele de județ situația semnăturilor depuse și validate pentru susținerea inițiativei Coaliției. În Constanța și Târgu Jiu, aproape jumătate din semnăturile depuse au fost invalidate, iar în Tulcea, în Sectorul 6 și în Slatina nu a fost depusă nicio semnătură. În Craiova, Târgu Jiu, Piatra Neamț, Bacău, Sibiu și în Sectorul 3, pe liste apăreau semnăturile unor minori. De asemenea, în Craiova, Piatra Neamț, Sibiu, Târgu Mureș și Sectorul 3, pe liste apăreau că au semnat persoane decedate.

## Întrebare
Potrivit actului normativ adoptat de Guvern pe 18 septembrie 2018, întrebarea adresată alegătorilor la referendumul pentru revizuirea Constituției este „Sunteți de acord cu Legea de revizuire a Constituției României în forma adoptată de Parlament?”, întrebare la care alegătorii trebuie să răspundă „da” sau „nu”. Forma întrebării este stabilită prin lege, respectiv articolul 7 din Legea nr. 3/2000, actualizată în 2018. Indiferent de tema referendumului, dacă scopul e modificarea Constituției, întrebarea e una standard.

## Desfășurarea referendumului

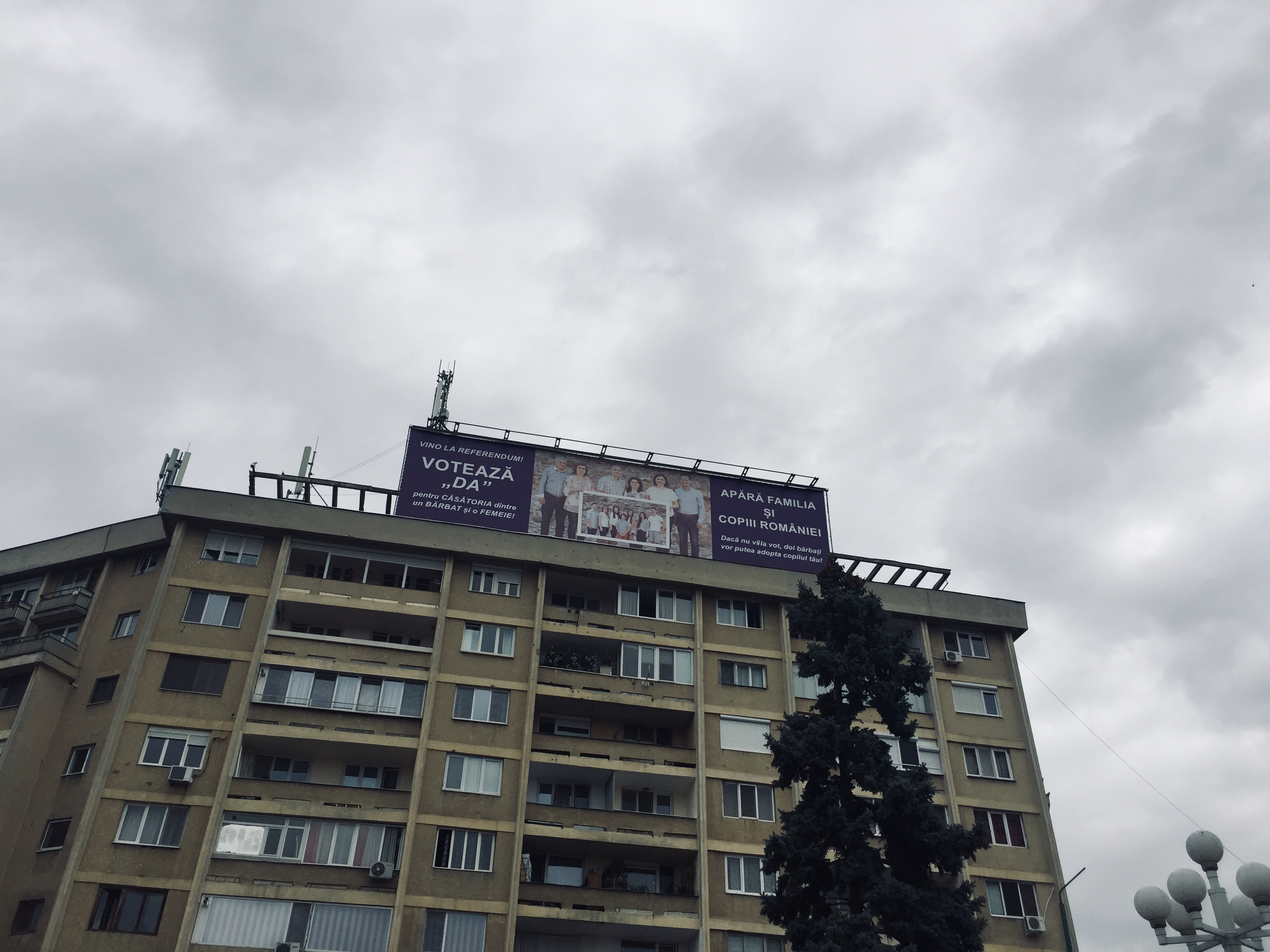
Panou cu mesaj pro-referendum pe un bloc din Piața Victoriei din Timișoara. După mai multe reclamații și o sesizare a primarului Nicolae Robu, acesta a fost demontat.

Guvernul a stabilit printr-o ordonanță de urgență ca referendumul să se desfășoare pe parcursul a două zile, 6 și 7 octombrie 2018, între orele 7:00–21:00, pentru a asigura o consultare cât mai largă a românilor cu drept de vot.

### Campanie
Potrivit portalului Educație Privată, mai mulți părinți au reclamat distribuirea în școlile publice, cu acordul conducerii, a unor materiale de propagandă pentru referendum. De asemenea, mai multe anchete au fost demarate de inspectorate în școli, după ce au apărut situații de propagandă pentru referendum în timpul orelor de religie sau la ședințele cu părinții. Articolul 7 din Legea educației naționale interzice activitățile de natură politică și prozelitismul religios în instituțiile de învățământ. În Brașov și Timișoara, reprezentanții primăriilor au cerut polițiștilor locali să dea jos mai multe afișe cu mesaje manipulatoare pro-referendum. La Galați, reprezentanții societății Transurb au retras mai multe afișe care susțin referendumul apărute pe autobuzele de transport public, întrucât promovarea unor mesaje electorale în alte spații decât cele prevăzute de lege este interzisă. Biroul Electoral din Brăila a dispus, de asemenea, ca mai multe bannere să fie îndepărtate pentru că aveau imprimat pe ele tricolorul, fapt interzis de lege. Într-un mesaj postat pe Facebook, Coaliția pentru Familie a negat orice implicare în campania de manipulare privind scopul referendumului.
În mediul online a fost demarată o campanie numită „Iubirea nu se votează”, care are drept scop boicotarea referendumului. În cadrul campaniei, prin intermediul unor videoclipuri scurte, mai multe vedete și artiști și-au exprimat opoziția față de referendum. În zilele referendumului, festivalurile Anim'est, Anonimul, One World România, NexT și TIFF au anunțat organizarea unor proiecții de filme cu tematică LGBT, sub genericul „La film, nu la vot! #Boicot”.
Președintele ALDE, Călin Popescu-Tăriceanu, a anunțat că partidul nu se va implica în campania pentru referendumul pentru revizuirea Constituției, recomandând simpatizanților să voteze conform propriei conștiințe. La rândul ei, premierul Viorica Dăncilă a declarat că PSD nu va face campanie pentru influențarea votului la referendum, deși liderul partidului, Liviu Dragnea, a anunțat că în ședința Biroului Permanent Național din 24 septembrie s-a decis organizarea unei campanii de informare a populației cu privire la tema referendumului. De asemenea, PSD a plătit difuzarea unor spoturi pro-referendum pe posturile de știri România TV, B1 TV și Antena 3. Cu patru zile înainte de procesul de consultare, Consiliul Național al Audiovizualului a modificat regulile de desfășurare a campaniei pentru referendum. Articolul 8 al Deciziei CNA nr. 441 din 20 septembrie 2018 a fost schimbat, fiind eliminată interdicția de a transmite „îndemnuri de a vota sau de a nu vota” în timpul exprimării votului – respectiv pentru cele două zile destinate votului. Anterior, articolul 8 al Deciziei interzicea campania electorală exprimată atât prin îndemnul de a vota prin „da” sau „nu”, cât și prin îndemnul de a vota sau de a nu vota, începând cu 24 de ore înainte de ziua votului. ActiveWatch a criticat modificarea, arătând că „CNA a încălcat Codul bunelor practici în materie electorală al Comisiei de la Veneția”. Codul prevede prin articolul 65 să fie evitată modificarea regulilor electorale cu mai puțin de un an înainte de momentul unui referendum.

### Nereguli
Spre deosebire de alegerile locale și parlamentare din 2016, la referendumul pentru revizuirea Constituției nu a mai fost utilizat sistemul informatic de monitorizare a prezenței la vot și de prevenire a votului ilegal (SIMPV). SIMPV este reglementat exclusiv în cadrul Legii nr. 208/2015 și în cadrul Legii nr. 115/2015, prin urmare acesta poate fi utilizat doar în cazul alegerilor parlamentare și locale. În 2018, coaliția de guvernare a modificat Legea referendumului în Parlament, însă nu a introdus în noua formă a legii și aplicarea sistemului electronic. În aceste condiții, mai multe organizații neguvernamentale s-au constituit într-o coaliție de monitorizare a proceselor electorale și a referendumurilor, FiecareVot, invitând oamenii să se înscrie pe listele de voluntari ca observatori independenți în cele peste 19.000 de secții de votare din țară.
Expert Forum a semnalat faptul că Ordonanța de urgență nr. 86/2018, prin care s-a modificat Legea nr. 3/2000 și s-au stabilit unele măsuri organizatorice pentru desfășurarea referendumului, a schimbat formularul de raportare a participării la vot din secții. Astfel, punctul 18 din ordonanță prevede că numărul participanților trebuie să fie mai mare sau egal cu suma voturilor valabil exprimate la răspunsul „da”, a celor la răspunsul „nu” și a voturilor nule. Potrivit Expert Forum, „această exprimare poate facilita atingerea [cvorumului] în condiții incorecte și arbitrare”. De asemenea, a fost eliminată declarația pe proprie răspundere a celor care vor să voteze la o altă secție în afara celei la care au fost arondați. În opinia reprezentanților USR, acest lucru „încurajează turismul electoral”.
Votul multiplu nu a mai fost verificat de Autoritatea Electorală Permanentă din oficiu, în 60 de zile, așa cum era stipulat în formele mai vechi ale Legii referendumului. În schimb, prin Ordonanța nr. 86/2018, doar „persoanele interesate”, fără a da o definiție clară a acestora, au putut depune contestație în 15 zile de la validarea scrutinului, ele fiind datoare să aducă și dovezile necesare privind posibile fraude.

## Sondaje
Un sondaj Eurobarometru din 2015 a relevat faptul că 21% dintre românii respondenți au fost de acord că în Europa ar trebui să fie permise căsătoriile între persoane de același sex, o creștere de 10 procente față de un sondaj similar efectuat în 2006. În mai 2017, un sondaj al Pew Research Center a arătat că homosexualitatea este respinsă pe scară largă în rândul țărilor ortodoxe. Dintre români, 26% sunt de acord cu căsătoria între persoanele de același sex, iar în rândul tinerilor între 18 și 34 de ani procentul crește la 33%. Totuși, și în rândul acestora, opinia dominantă este că homosexualitatea este greșită din punct de vedere moral.
Sociologul și directorul Avangarde Marius Pieleanu consideră că peste 80% din participanții la referendum vor fi în favoarea lui. Un sondaj CURS realizat la începutul lunii ianuarie 2018 arăta că 67% dintre români considerau tema modificării Constituției ca fiind deloc sau puțin necesară ca prioritate politică. Într-un sondaj realizat de Avangarde în perioada 10–26 aprilie 2018, 77% dintre respondenți considerau că familia ar trebui definită ca uniunea liber consimțită între un bărbat și o femeie. Același sondaj arăta că 75% dintre respondenți ar participa la vot la un astfel de referendum. Un sondaj online realizat de DCNews pe 24 septembrie 2018 releva că 51,26% din cei peste 60.000 de oameni care au luat parte la acesta nu sunt de acord cu organizarea unui referendum. Potrivit unui sondaj Sociopol realizat în perioada 22–27 septembrie 2018, 41% dintre respondenți ar vota „da” la referendum și 7% ar vota „nu”, în contextul în care Sociopol a estimat o medie a participării de 35%, iar 34% ar boicota această consultare populară.

## Reacții

### Reacții ale susținătorilor referendumului
Viziunea asupra familiei promovată de CpF este împărtășită mai ales de oamenii cu vederi conservatoare, care constituie o largă majoritate în România.
În septembrie 2017 a fost lansată platforma civică Împreună. Aceasta reunește peste 1.000 de ONG-uri și intelectuali din întreaga țară și are ca obiectiv susținerea referendumului pentru familie în sensul includerii în Constituție a definiției căsătoriei dintre un bărbat și o femeie. Președintele Comitetului național de inițiativă cetățenească, Mihai Gheorghiu, a menționat că multe dintre organizații sunt mici, dar apără „valorile ființei românești”.
Demersul Coaliției pentru Familie a fost susținut și de alte organizații conservatoare din străinatate care militează împotriva căsătoriilor gay și pentru apărarea familiei tradițional-creștine: ADF International, In the Name of Family, La Manif pour Tous etc. Potrivit Southern Poverty Law Center, patru mari organizații anti-LGBT – ADF International, Liberty Counsel, World Congress of Families și European Center for Law and Justice – au sprijinit campania pentru referendum prin lobby, campanii și demersuri legale.
Asociațiile unioniste din Republica Moldova au îndemnat moldovenii care dețin cetățenie română să voteze la referendum.

### Reacții ale organizațiilor pentru drepturi cetățenești și ale organizațiilor LGBT
Președintele Consiliului Național pentru Combaterea Discriminării, Csaba Asztalos, a arătat că actuala legislație îngrădește dreptul la familie al persoanelor din minoritatea sexuală prin interzicerea căsătoriei, el precizând că susține admiterea excepției de neconstituționalitate cu privire la drepturile cuplurilor de același sex. El mai menționa, totodată, că CEDO a statuat că țările membre ale UE trebuie să adopte legislații care să protejeze drepturile civile ale persoanelor ce fac parte din minoritatea sexuală. Cu privire la demersul Coaliției pentru Familie referitor la faptul că familia se întemeiază pe căsătoria între un bărbat și o femeie, Csaba Asztalos a susținut că acesta trebuie avizat negativ.
Asociația ACCEPT a apreciat că demersul nu are o miză legislativă, întrucât Codul Civil deja interzice căsătoria persoanelor de același sex, și a subliniat că unicul scop al acestei inițiative este să stigmatizeze persoanele LGBT. În aceeași ordine de idei, 78 de organizații neguvernamentale au solicitat plenului Senatului României să respingă propunerea legislativă privind redefinirea familiei, întrucât aceasta nu este nici necesară, nici oportună și contravine standardelor de drepturile omului asumate de statul român și garantate cetățenilor prin articolul 26 din Constituția României, ce protejează viața privată și de familie a tuturor.
O scrisoare deschisă, inițiată de asociația MozaiQ, de susținere a comunității LGBT a fost semnată de peste 11.000 de oameni. Semnatarii consideră demersul Coaliției pentru Familie ca nerespectând principiul democratic al protecției minorităților. Printre semnatari se numără Inna, Ana Ularu, Loredana Groza, Dorian Popa, Alexandra Stan, Radu Jude, Sore, Remus Cernea, Monica Bîrlădeanu și alte celebrități autohtone. De altfel, Loredana Groza, Andreea Bălan și Remus Cernea sunt printre puținele personalități publice care au participat la marșul anual al comunității LGBT din București. În luna noiembrie a anului 2016, organizația MozaiQ a demarat campania „Susțin LGBT” prin care susținători ai comunității, inclusiv Alexandra Stan și Andreea Bălan, au postat mesaje de sprijin cu hashtagul #SustinLGBT pe rețelele de socializare, în principal Facebook. Pe 19 noiembrie 2016, 500 de membri ai comunității LGBT locale, dar și susținătorii acestora au participat la marșul „Dumnezeu nu face politică” din București.
În iunie 2017, 100 de ONG-uri și cetățeni reuniți sub Platforma pentru Drepturi și Libertăți „Respect” și-au anunțat opoziția față de inițiativa Coaliției pentru Familie, susținând că drepturile și libertățile românilor nu se pot supune unui referendum. Înainte de Bucharest Pride 2017 și cu ocazia Zilei Internaționale împotriva Homofobiei, ambasadorii la București a 30 de state și Reprezentanța Comisiei Europene au dat publicității o declarație comună în care își exprimă sprijinul și solidaritatea pentru comunitatea LGBTI din România.

### Reacții ale bisericilor
La mijlocul lunii ianuarie 2016, Sinodul Bisericii Ortodoxe Române și-a exprimat susținerea publică față de inițiativa de revizuire a Constituției: „Sprijinim total demersul Coaliției pentru Familie și organizarea referendumului, întrucât valorile familiei creștine stau în centrul mesajului Bisericii referitor la căsătorie”. Patriarhul Daniel a îndemnat personal credincioșii să susțină efortul Bisericii de „a rezista în fața unor modele noi de familie”. Tot Patriarhia susține că virulența atacurilor împotriva Bisericii Ortodoxe Române a crescut odată cu sprijinul acordat demersului Coaliției pentru Familie. De asemena, Patriarhia și-a exprimat într-un comunicat speranța că „persoanele care au o altă opinie decât majoritatea vor înțelege să respecte alegerea acesteia în spiritul coresponsabilității și păcii sociale”. În ședința de lucru a Sinodului Bisericii Ortodoxe Române din 24 mai 2018, BOR a reiterat respingerea parteneriatelor civile, motivând că „aceasta (legalizarea parteneriatelor civile) va conduce la încurajarea și legalizarea concubinajului, precum și la deresponsabilizarea partenerilor de viață, în detrimentul interesului major al copiilor”. Înainte de vot, Biserica Ortodoxă Română a lansat un îndemn de participare la referendum și de aprobare a revizuirii Constituției, pe motiv că ar fi un act „patriotic, național și profund democratic” menit să apere căsătoria dintre un bărbat și o femeie. Într-un mesaj publicat pe 29 septembrie 2018, Patriarhul Daniel i-a criticat pe cei care nu susțin demersul de modificare a Constituției, invocând „acțiuni de boicotare agresivă și denigrare injustă a referendumului”.
Pe 20 septembrie 2018, episocopii de ambele rituri din Biserica Catolică din România au emis un comunicat de presă în care salută declanșarea referendumului pentru redefinirea familiei și îndeamnă preoții și credincioșii catolici să participe la vot și să se îndemne și alte persoane să fie implicate în promovarea familiei tradiționale. Cultul Creștin Penticostal și-a anunțat la rândul lui susținerea pentru referendum.
Deși s-a manifestat în favoarea căsătoriei între un bărbat și o femeie, Biserica Evanghelică de Confesiune Augustană din România (BECAR) a subliniat că „referendumul nu va aduce vreo modificare substanțială”, întrucât „căsătoria este și rămâne ancorată în Codul civil”. Totodată, BECAR a criticat majoritatea parlamentară PSD–ALDE și Guvernul pentru că „polarizează și politizează o inițiativă creștină pentru a discredita adversarii politici”, respectiv „propagă sloganuri populiste, naționaliste, dictatoriale, care nu sunt demne de o biserică”. În opinia BECAR, „scopul [referendumului] este de a distrage atenția de la propria corupție, violarea justiției, a nepotismului, ostilității față de UE și democrație”.

### Reacții politice
La începutul lunii februarie 2016, politologa Alina Mungiu-Pippidi a acuzat că inițiativa s-ar înscrie în linia acțiunilor de propagandă antioccidentală susținută de regimul lui Vladimir Putin.

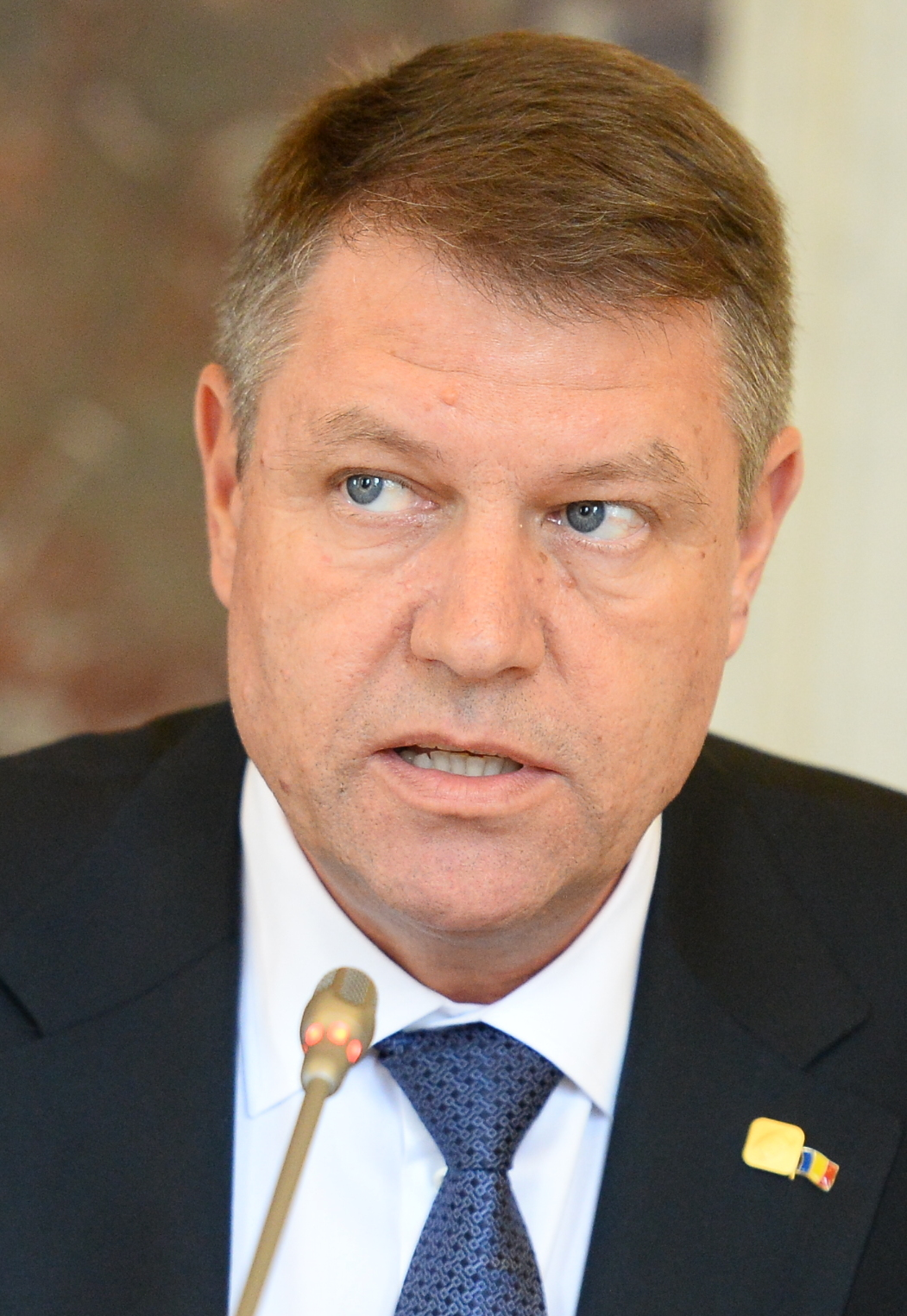
Klaus Iohannis: „Este greșit să dăm ascultare și să mergem pe calea fanatismului religios. Nu cred în ele și nu le sprijin. Sunt adeptul deschiderii și toleranței către celălalt”. Întreaga declarație de presă aici.

Președintele Klaus Iohannis a declarat, pe 19 octombrie 2016, la Palatul Cotroceni, că în chestiunea modificării Constituției, încă nu este rândul său să se pronunțe, dar că, în acest context, este de părere că „trebuie să revenim la ce se numește toleranță și acceptarea celuilalt”, subliniind că e greșit să mergem pe calea „fanatismului religios”. „Eu nu cred în ele și nu le sprijin. Sunt adeptul toleranței, încrederii și deschiderii spre celălalt”, a mai spus Iohannis. Pentru prima dată un președinte în funcție al României lasă să se înțeleagă că minoritățile sexuale nu ar trebui să fie discriminate. Biserica Ortodoxă Română a criticat reacția președintelui și a precizat că aceasta este un răspuns la „o solicitare ultimativă” a pastorului baptist Iuga Viorel de a-și exprima poziția față de modificarea Constituției. Ambasadorul Statelor Unite la București, Hans G. Klemm, a declarat că a fost foarte impresionat de poziția președintelui Iohannis, în timp ce Deutsche Welle a apreciat „curajul remarcabil de a opta pentru modernitate” într-o țară „încă grav înapoiată”. În aprilie 2018, răspunzând întrebărilor unui membru al asociației ACCEPT, Iohannis a subliniat că „toleranța este o calitate esențială a unei societăți moderne din Europa secolului XXI” și că nu vede rolul lui în „a tranșa discuția (...) pe Constituție”. Tot el a adăugat că orice formă de discriminare trebuie combătută.
Fostul premier Dacian Cioloș optează pentru familia tradițională: „Eu pledez pentru toleranță cu respectarea ideii de familie. Avem o Constituție, cred că familia e un element important, un nucleu al societății din România și nu cred că ideea de familie în România ar trebui sistematic pusă în contradicție cu ideea de toleranță”. Ulterior, Cioloș a susținut că discuțiile privind schimbarea definiției familiei „au cam pierdut contactul cu realitatea”, o astfel de inițiativă nereprezentând o soluție pentru adevăratele probleme ale societății.
Președintele PSD, Liviu Dragnea, s-a declarat în dezacord cu legalizarea căsătoriilor între persoane de același sex, spunând că este „un om tradiționalist”. Acesta a anunțat că dorește organizarea unui referendum pe tema familiei tradiționale în primăvara lui 2017. În martie 2018, Liviu Dragnea declara că susține parteneriatul civil și că e nevoie să se ajungă la referendum în ceea ce privește redefinirea familiei, întrucât „o inițiativă semnată de atâtea milioane de români nu poate fi tratată fără importanță”. Tot el a declarat că organizarea referendumului a fost întârziată pentru că „acea lege a fost atacată la Curtea Constituțională de persoane importante”, fără a nominaliza însă pe nimeni.
Președintele PMP, Traian Băsescu, a declarat pentru TVR că România „nu are dreptul să abandoneze” actuala definire a familiei, ca uniunea dintre un bărbat și o femeie, inclusiv prin modificarea Constituției, după ce, ca șef al statului, se declara în 2013 în favoarea căsătoriilor gay, pe motiv că fiecare om are libertatea să facă ce vrea cu viața lui. Băsescu a pledat pentru păstrarea actualei legislații, dar a consimțit că și modificarea Constituției ar fi bună.
Cu toate că, în timpul campaniei prezidențiale din 2014, fostul premier Victor Ponta se poziționa în favoarea familiei tradiționale, într-un interviu pentru RFI din 4 septembrie 2017, acesta afirma că referendumul de modificare a Constituției este „o formă de populism ieftin” și nu rezolvă niciuna dintre problemele pe care le are România. Ponta a precizat că acest referendum nu aduce niciun beneficiu României pe termen lung, ba dimpotrivă vine cu „probleme pe care nu trebuia să le avem”.
Remus Cernea, cunoscut apărător al drepturilor LGBT, se opune unui potențial referendum: „Eu consider acest referendum ca fiind unul nedemocratic”. Potrivit ministrului Justiției, Raluca Prună, restricționarea căsătoriei în legea fundamentală „ar fi un lucru intolerant”. Aceasta se opune unei eventuale modificări a Constituției, susținând că legea trebuie să protejeze toți cetățenii și toate cuplurile.
La votul final din Senat din 11 septembrie 2018, liderul senatorilor USR, Vlad Alexandrescu, a afirmat că referendumul este inutil, iar PSD a decis organizarea acestuia pentru a-și face campanie și pentru a-i face pe români „să uite de acțiunile de acaparare a justiției”.

#### Poziția partidelor
Biroul Politic al PNL a votat pe 14 noiembrie un protocol cu Coaliția pentru Familie prin care vor susține organizarea referendumului de revizuire a Constituției. Șeful de campanie al liberalilor, Gheorghe Falcă, a precizat că susține această inițiativă pentru că a fost semnată de 3 milioane de români și că PNL a calculat un calendar care arată că referendumul poate avea loc în aprilie 2017. Prim-vicepreședintele PNL, Adriana Săftoiu, a confirmat că s-a abținut la votul dat în Biroul Politic Național, arătând că liberalii ar trebui să se gândească mai mult la principiul protejării drepturilor fiecărui individ. Noul președinte al PNL, Ludovic Orban, a declarat în schimb că el este un susținător al familiei tradiționale. El s-a pronunțat pentru organizarea unui referendum, dar a cerut ca, pe lângă redefinirea conceptului de familie în Constituție, acesta să conțină și alte întrebări „astfel încât să nu se cheltuiască banii deja dați și cetățenii să fie consultați pe mai multe teme”. Ulterior a declarat că referendumul pentru redefinirea familiei în Constituție nu trebuie politizat, fiecare liberal urmând să se „poziționeze” după cum îi dictează conștiința.
Și liderul Partidului Social Democrat (PSD), Liviu Dragnea, a declarat că referendumul ar trebui organizat în primăvara lui 2017. Această dată a fost amânată de mai multe ori. Președintele Partidului Alianța Liberalilor și Democraților (ALDE), Călin Popescu-Tăriceanu, consideră că revizuirea Constituției trebuie reluată ca obiectiv de către viitorul Legislativ, partidul său având printre propuneri republica parlamentară ca formă de guvernământ, clarificarea definirii familiei, regionalizarea. Ulterior, Tăriceanu s-a contrazis, declarând: „Nu văd în momentul ăsta realmente asta să fie prioritatea în România, prioritatea politică”. Din nou, în martie 2018, Tăriceanu a declarat că trebuie organizat un referendum pe tema redefinirii familiei în Constituție și a transmis că România nu va deveni mai puțin liberală prin acest lucru, pentru că „avem în același timp în vedere să cadrăm, din punct de vedere legal, cât mai bine parteneriatul civil”, astfel încât să poată fi dat „un anumit confort și celor care aparțin altor tipuri de minorități”.
În votul din Camera Deputaților de pe 9 mai, 22 de deputați s-au opus referendumului: 15 de la USR, câte doi de la ALDE, UDMR și PNL și unul de la PSD.
Pe 31 mai, Biroul Național al Uniunii Salvați România (USR) a votat să se poziționeze împotriva referendumului. Poziția a fost reiterată în urma unui referendum intern desfășurat între 7 și 13 august. Potrivit acestuia, 82,5% din membrii formațiunii au arătat că USR trebuie să se poziționeze împotriva referendumului pe tema familiei. Din cauza acestei teme, Nicușor Dan și-a dat demisia din USR. Noul președinte al partidului, Dan Barna, susținea că „acest referendum nu este o necesitate actuală pentru România, rezolvă o problemă care în realitate nu există”.
Președintele UDMR, Hunor Kelemen, a cerut maghiarilor din România să participe la referendum și să voteze după conștiință.
Mișcarea România Împreună, condusă de fostul premier Dacian Cioloș, a îndemnat la boicotarea prin neprezentare a referendumului și a anunțat că „respinge orice tip de referendum care ar limita libertățile, drepturile și egalitatea în drepturi”. La rândul său, președintele Tineretului Național Liberal, Mara Mareș, a declarat că „își dorește din suflet ca pragul de validare a referendumului” să nu se atingă, îndemnând totodată românii să nu iasă la vot.
| Poziție                     | Partid politic                                      | Partid politic                  |
| --------------------------- | --------------------------------------------------- | ------------------------------- |
| Da                          |                                                     | Partidul Social Democrat (PSD)  |
| Da                          | Partidul Mișcarea Populară (PMP)                    |                                 |
| Da                          | Partidul România Unită (PRU)                        |                                 |
| Da                          | Partidul România Mare (PRM)                         |                                 |
| Da                          | Partidul Ecologist Român (PER)                      |                                 |
| Da                          | Partidul Național Țărănesc Creștin Democrat (PNȚCD) |                                 |
| Da                          | Noua Dreaptă (ND)                                   |                                 |
| Boicot                      |                                                     | Uniunea Salvați România (USR)   |
| Boicot                      | Partidul Verde (PV)                                 |                                 |
| Boicot                      | Mișcarea România Împreună (MRÎ)                     |                                 |
| Boicot                      | PRO România (PRO)                                   |                                 |
| Boicot                      | Partidul Democrației și Solidarității (DEMOS)       |                                 |
| Neutru/ · Vot de conștiință |                                                     | Partidul Național Liberal (PNL) |
| Neutru/ · Vot de conștiință | Partidul Alianța Liberalilor și Democraților (ALDE) |                                 |
| Neutru/ · Vot de conștiință | Uniunea Democrată Maghiară din România (UDMR)       |                                 |
| Neutru/ · Vot de conștiință | Forumul Democrat al Germanilor din România (FDGR)   |                                 |

### Reacții ale magistraților
Într-un articol publicat pe Contributors.ro, judecătorul Cristi Danileț, fost membru al Consiliului Superior al Magistraturii, opinează că referendumul este „total inutil”, întrucât „sub actuala Constituție două persoane de același sex nu se pot căsători”. În același articol, acesta demontează argumentele promotorilor referendumului:
„Primul [argument] este acela că dacă vreodată Europa ne-ar impune asta, noi va trebui să ne supunem, așa că trebuie să modificăm rapid Constituția. Nu este adevărat: Uniunea Europeană (a se vedea Curtea Europeană de Justiție de la Luxembourg, pct. 37 din hotărârea în cauza Coman–Hamilton) și Consiliul Europei (a se vedea Curtea Europeană a Drepturilor Omului de la Strasbourg, pct. 61 din hotărârea în cauza Schalk and Kopf c. Austriei) au decis că dreptul la căsătorie al persoanelor de același sex nu este un drept al omului, nefiind consacrate în actele care stau la baza întemeierii acestor organizații. Ca urmare – spun cele două organisme – fiecare stat european rămâne suveran în a decide dacă acordă sau nu dreptul de a se căsători persoanelor de același sex, cu mențiunea că acolo unde acest drept nu se acordă trebuie asigurat accesul la o uniune de tip parteneriat civil.

Al doilea argument este acela că homosexualii ar putea dobândi acest drept de a se căsători dacă s-ar modifica Codul civil – unde există la art. 258 alin. (4) o definiție juridică a cuvântului „soți” identică acum cu cea lingvistică – iar această modificare s-ar face mult mai ușor decât revizuirea Constituției. Păi, o modificare a Codului Civil nu poate fi făcută împotriva Constituției. Or, ca să nu mai existe dubii, a intervenit Curtea Constituțională acum doi ani, care în paragraful nr. 42 din Decizia 580/2016 spune clar că în România, din punct de vedere legal (juridic), prin căsătorie Constituția actuală înțelege numai uniunea dintre bărbat și femeie, astfel că – conchide Curtea Constituțională – inițiativa de revizuire prin referendumul declanșat nu acordă și nu reduce vreun drept, ci este menită doar a aduce o precizare a sintagmei „între soți”.

Al treilea argument este acela că interpretarea dată de Curtea Constituțională se poate schimba în timp. Nu este așa. Curtea nu a dat ea o nouă interpretare – interpretare cazuală se cheamă în drept, adică pentru o anumită speță – cuvântului „soți”, ci pur și simplu a constatat că în România toată legislația noastră a acordat și acordă acestui cuvânt o singură semnificație ce nu ridică dubii și nu necesită niciun fel de definiție legală sau clarificări de natură juridică. Mai mult, Curtea Constituțională a constatat că aceasta a fost însăși voința poporului român care a votat Constituția în 1991: căsătoria să privească un bărbat și o femeie.”

### Reacții internaționale
Patru organizații internaționale – Amnesty International, Comisia Internațională a Juriștilor, ILGA-Europe și European Commission on Sexual Orientation Law – și 24 de organizații non-guvernamentale românești au cerut Curții Constituționale a României să respingă propunerea privind modificarea articolului 48 din Constituție. Potrivit acestora, inițiativa este ilegală în raport cu textul constituțional și standardele de drept internațional. Mai mult, ea urmărește restrângerea dreptului la viață privată și familie al tuturor celor care se află în familii monoparentale sau în familii formate din cupluri heterosexuale care nu sunt căsătorite, precum și în familii bazate pe cupluri formate din persoane de același sex, încălcând astfel principiul egalității și nediscriminării.
33 de membri ai Parlamentului European provenind de la Grupul Verzilor/Alianța Liberă Europeană, Stânga Unită Europeană/Stânga Verde Nordică, Alianța Progresistă a Socialiștilor și Democraților, Conservatorii și Reformiștii Europeni, Alianța Liberalilor și Democraților pentru Europa și chiar Partidul Popular European au semnat o scrisoare deschisă prin care îi îndeamnă pe senatorii români să voteze împotriva referendumului de modificare a definiției căsătoriei în Constituție.
În februarie 2018, European Dignity Watch, organizație neguvernamentală care se opune drepturilor LGBT, cu sediul în Bruxelles și fondată în 2010, a atras atenția asupra faptului că, deși este inițiativa cu cel mai mare sprijin popular din UE, din 2017 nu s-a înregistrat niciun progres în ceea ce privește organizarea unui referendum. Într-un articol postat pe site-ul EDW, care invocă printre altele și adoptarea în septembrie 2017 a proiectului privind modificarea Legii referendumului, se arată:
„Manevrele legislative sunt un exemplu de întârzieri nelegitime și nejustificate care au fost folosite pentru a încetini sau chiar opri referendumul căsătoriei. Dar, cu mai mult de trei milioane de voci care și-au dat consimțământul scris acum un an și jumătate pentru a organiza un astfel de referendum, pentru o cauză în care cred, eforturile celor care se opun inițiativei pot fi văzute doar ca nedemocratice. Folosirea unor astfel de tactici pentru a înăbuși exprimarea liberă și pentru a contracara voința politică a cetățenilor unei societăți moderne ar trebui să fie de mare preocupare pentru cei care apreciază democrația și transparența în Europa.”
Fostul membru al Congresului SUA Trent Franks, cunoscut pentru pozițiile sale împotriva căsătoriilor gay și avortului și cercetat în 2017 de Comitetul de Etică american pentru acuzații de hărțuire sexuală, a salutat inițiativa de modificare a Constituției. De asemenea, Kim Davis, funcționara americană arestată în 2015 pentru că a refuzat să elibereze certificate de căsătorie unor cupluri de același sex, a efectuat în octombrie 2017 o vizită de nouă zile în România cu scopul declarat de a arăta „efectele pe care legalizarea căsătoriilor gay le are asupra fiecăruia dintre noi”. Vizita acesteia a fost denunțată de președintele MozaiQ, Vlad Viski.
Pe 16 martie 2018, 40 de europarlamentari de la EPP, ECR, S&D și ENF au solicitat, printr-o scrisoare destinată Președintelui Klaus Iohannis, Președintelui Camerei Deputaților Liviu Dragnea, Președintelui Senatului Călin Popescu-Tăriceanu și președinților partidelor de opoziție, organizarea referendumului pentru definiția căsătoriei. Printre semnatari s-au numărat și cinci europarlamentari români: Daniel Buda (PNL), Andi Cristea (PSD), Ramona Mănescu (PNL), Emilian Pavel (PSD) și Mihai Țurcanu (PNL).
După votul din Senat din 11 septembrie 2018, Amnesty International, European Commission on Sexual Orientation Law și ILGA-Europe au sesizat CCR cu privire la constituționalitatea referendumului. Barbora Černušáková, responsabila AI pentru România, a declarat că referendumul „ar putea duce la încălcarea obligațiilor internaționale privind drepturile omului la care s-a angajat în mod voluntar România”, dar și la „o discriminare a homosexualilor, o stigmatizare și o ostilitate la adresa comunității LGBTI”. Tot în septembrie, în cadrul dineului anual organizat de Human Rights Campaign, fostul vicepreședinte american Joe Biden a făcut referire, printre altele, la referendumul din România, susținând că „unii dintre aliații noștri democratici, precum România, par să cedeze în fața unei politici înguste, care dezbină și care încearcă să redefinească familia”.
Pe 26 septembrie 2018, într-o întâlnire cu premierul Viorica Dăncilă, membri din grupul S&D din Parlamentul European au criticat-o pentru organizarea referendumului, afirmând că astfel de idei nu aparțin familiei socialiste europene. Ulterior, pe 3 octombrie 2018, 47 de europarlamentari au transmis premierului o scrisoare deschisă în care și-au arătat consternarea în privința organizării referendumului. În opinia europarlamentarilor, organizarea referendumului fără a fi asigurate forme alternative de recunoaștere juridică pentru familii face ca Guvernul României să fie complice la încălcările drepturilor omului în România. Scrisoarea nu conține și semnăturile acestora.

### Manifestații de stradă

#### Pentru referendum
Pe 22 octombrie 2016, peste 8.000 de oameni au manifestat în Piața Unirii din Oradea în sprijinul demersului Coaliției pentru Familie. În cadrul ședinței CExN al PSD din 16 aprilie 2018, liderul formațiunii, Liviu Dragnea, a anunțat organizarea unui miting în București pentru susținerea familiei tradiționale, „pentru a nu mai exista niciun echivoc despre abordarea pe care PSD o are pe acest subiect”. Totuși, manifestația nu s-a concretizat.
Pe 9 iunie 2018, înainte de parada Bucharest Pride, Noua Dreaptă a organizat „Marșul Normalității”, un eveniment recurent de la prima paradă LGBT în 2005. Între 100 și 150 de persoane au mers pe traseul Piața Victoriei–Piața Universității–Piața Unirii–Patriarhia Română, purtând pancarte cu mesaje precum „Referendum pentru familia întemeiată pe căsătoria dintre un bărbat și o femeie” și „Mama, tata, soră, frate, nu Sodoma și Gomora”.
Episcopia Slatinei și Romanaților a organizat în perioada 30 septembrie–4 octombrie 2018 marșuri pentru susținerea referendumului în Slatina, Caracal, Corabia, Balș și Drăgănești-Olt.

#### Împotriva referendumului

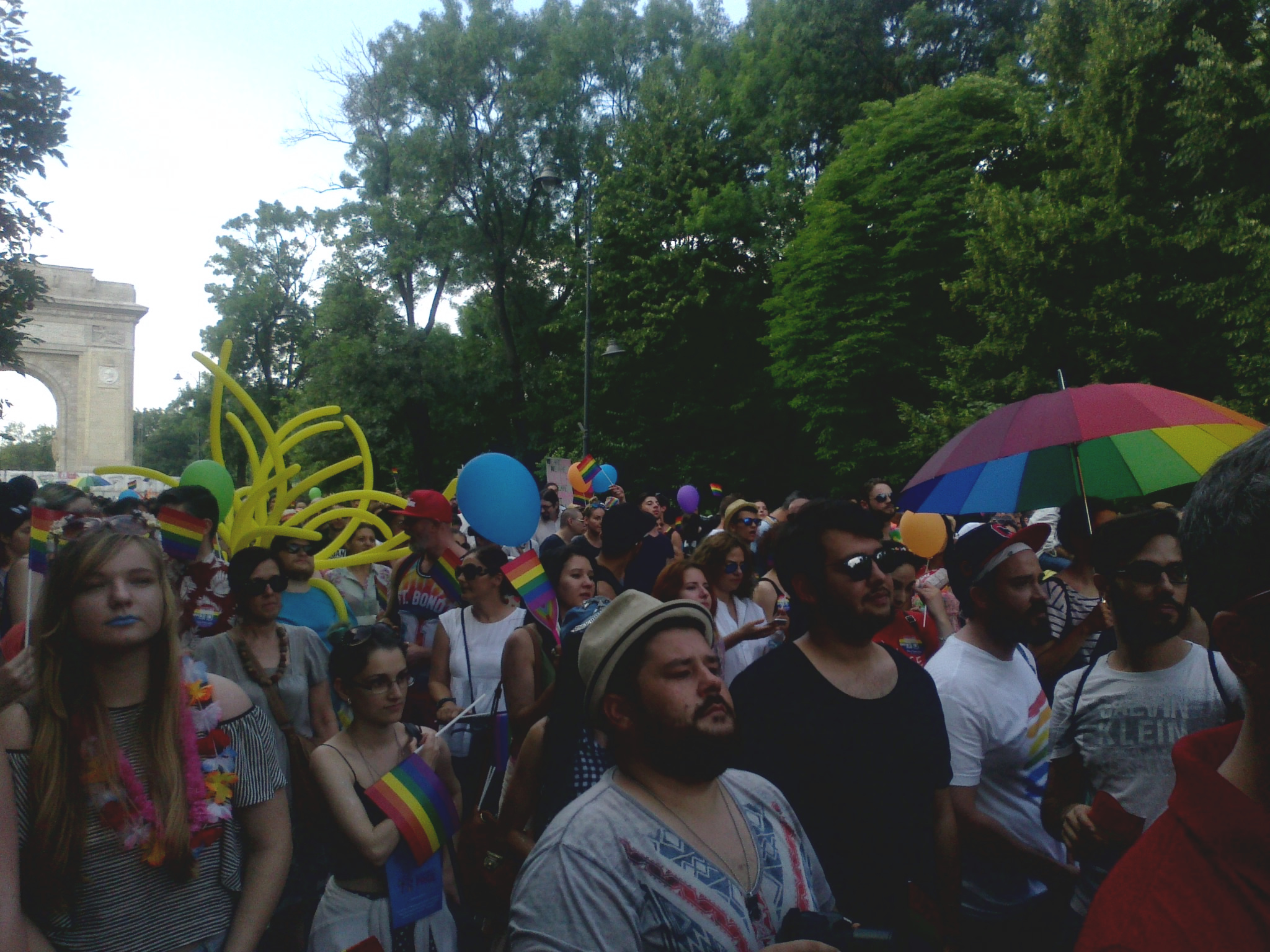
Participanți la Bucharest Pride 2016

În noiembrie 2016 asociația MozaiQ a organizat un marș împotriva modificării Constituției, intitulat Dumnezeu nu face politică, la care au participat aproximativ 600 de persoane. Marșul Diversității ținut în mai 2017 la București a avut ca idee centrală dorința comunității LGBT și a susținătorilor ei de a nu fi exclusă explicit de la protecția constituțională, împreună cu alte categorii de familii care nu sunt croite pe tipicul rigid al proiectului de inițiativă. În ciuda ploii, peste 2.000 de oameni au participat la marșul anual dedicat comunității LGBT. Printre participanți s-a aflat și ambasadorul Statelor Unite la București, Hans Klemm, un susținător al minorităților sexuale. Un marș similar a avut loc la Cluj-Napoca, pe 1 iulie, în cadrul Cluj Pride. Aproape 1.000 de persoane au participat la primul eveniment de susținere a comunității LGBT din Transilvania. În 2018, între 4.000 și 10.000 de oameni au luat parte la cea de-a 14-a ediție a Bucharest Pride, organizată pentru prima dată în centrul Bucureștiului. Similar, 500 de oameni au mărșăluit la Cluj Pride, cerând drepturi pentru comunitatea persoanelor LGBT din România.

## Prezență la vot
|  | Graficele sunt indisponibile din cauza unor probleme tehnice. Mai multe informații se găsesc la Phabricator și la wiki-ul MediaWiki. |

În cele două zile de referendum, 3.731.704 cetățeni din țară și alți 126.239 de români din diaspora s-au prezentat la urne. Dintre aceștia, 1.829.816 au votat în mediul urban și 1.901.888 în mediul rural. Cea mai mare prezență la vot s-a înregistrat în județul Suceava, singurul județ care a depășit pragul pentru validare. Acolo, 30,67% dintre cetățeni și-au exprimat votul până la închiderea secțiilor. La polul opus s-a situat județul Covasna, cu cea mai mică prezență la vot – 8,5%.
În contextul prezenței scăzute la urne, Coaliția pentru Familie a transmis pe 7 octombrie 2018, a doua zi a referendumului, un comunicat de presă în care a acuzat că „toate îndemnurile la vot ale bisericilor și cultelor creștine din România sunt boicotate de partidele politice, în ciuda declarațiilor oficiale ale liderilor politici”. CpF a considerat că referendumul a fost organizat într-o manieră „superficială și neprofesionistă”, astfel încât „nici măcar date elementare privitoare la obiectul referendumului nu au fost comunicate publicului românesc”. În opinia lui Vasile Bănescu, purtătorul de cuvânt al Patriarhiei Române, neclaritatea întrebării, asocierea referendumului cu Liviu Dragnea și promovarea unor teme false, precum adopția de copii de către cuplurile homosexuale, au constituit principalele cauze pentru neîntrunirea cvorumului. De altfel, președintele Klaus Iohannis a declarat că „dezbaterea din jurul acestui referendum a fost dominată de campanii de dezinformare grave, în care au prevalat discursul urii și chiar accentele extremiste”.
| Prezență la vot | 6 octombrie | 6 octombrie | 6 octombrie | 6 octombrie | 6 octombrie | 7 octombrie | 7 octombrie | 7 octombrie | 7 octombrie | 7 octombrie | 8 octombrie |
| Prezență la vot | ora 10      | ora 13      | ora 16      | ora 19      | ora 21      | ora 10      | ora 13      | ora 16      | ora 19      | ora 21      | ora 8       |
| --------------- | ----------- | ----------- | ----------- | ----------- | ----------- | ----------- | ----------- | ----------- | ----------- | ----------- | ----------- |
| România         | 0,97%       | 2,54%       | 3,78%       | 5,15%       | 5,72%       | 7,24%       | 11,67%      | 15,21%      | 18,87%      | 20,41%      | —           |
| Străinătate     | 0,82%       | 2,85%       | 5,75%       | 9,04%       | 11,21%      | 12,25%      | 15,48%      | 21,43%      | 27,28%      | 29,64%      | 30,89%      |
| Total           |             |             |             |             |             |             |             |             |             |             | 21,1%       |

     Sub media națională
| Județ           | Procentaj |
| --------------- | --------- |
| Alba            | 22,67%    |
| Arad            | 21,33%    |
| Argeș           | 18,76%    |
| Bacău           | 21,34%    |
| Bihor           | 28,92%    |
| Bistrița-Năsăud | 26,95%    |
| Botoșani        | 26,82%    |
| Brașov          | 17,58%    |
| Brăila          | 20,07%    |
| București       | 15,74%    |
| Buzău           | 23,08%    |
| Caraș-Severin   | 24,15%    |
| Călărași        | 21,97%    |
| Cluj            | 18,61%    |
| Constanța       | 14,47%    |
| Covasna         | 8,5%      |
| Dâmbovița       | 28,98%    |
| Dolj            | 24,77%    |
| Galați          | 17,58%    |
| Giurgiu         | 25,43%    |
| Gorj            | 19,91%    |
| Harghita        | 11,12%    |
| Hunedoara       | 22,19%    |
| Ialomița        | 19,34%    |
| Iași            | 20,85%    |
| Ilfov           | 18,93%    |
| Maramureș       | 17,78%    |
| Mehedinți       | 26,28%    |
| Mureș           | 15,7%     |
| Neamț           | 26,63%    |
| Olt             | 27,19%    |
| Prahova         | 18,4%     |
| Satu Mare       | 14,89%    |
| Sălaj           | 22,08%    |
| Sibiu           | 14,96%    |
| Suceava         | 30,67%    |
| Teleorman       | 22,63%    |
| Timiș           | 18,36%    |
| Tulcea          | 14,09%    |
| Vaslui          | 18,89%    |
| Vâlcea          | 17,6%     |
| Vrancea         | 22,26%    |

## Rezultat
|  | Graficele sunt indisponibile din cauza unor probleme tehnice. Mai multe informații se găsesc la Phabricator și la wiki-ul MediaWiki. |

| Opțiune                         | Voturi     | %     |
| ------------------------------- | ---------- | ----- |
| Da                              | 3.531.732  | 91,56 |
| Nu                              | 249.412    | 6,47  |
| Voturi nule                     | 76.111     | 1,97  |
| Total                           | 3.857.308  | 100   |
| Alegători înscriși/Participare  | 18.260.281 | 21,1  |
| Sursă: Biroul Electoral Central |            |       |